# Salomon III de Constance
Salomon III de Constance (* 860, † 5 janvier 919 ou 920) fut évêque de Constance de 890 à 919/920 et abbé de Saint-Gall.
Salomon III naquit probablement durant l’année 860. Il était le petit neveu de l’évêque Salomon I de Constance ainsi que le frère de Waldo qui fut évêque de Freisings. Il joua un rôle important auprès du royaume franc. En effet, il fut chancelier de Louis IV et de Conrad Ier. En 890, Arnulf lui confia le diocèse de Constance ainsi que l’abbaye de Saint-Gall. Il fonda aussi une église dédiée à la Sainte Croix et à saint Magne. Le nouveau palais épiscopal de Constance aurait été édifié durant son règne. Finalement, il décéda en 919 ou 920. 

## Littérature
- Salomo, in: Helvetia Sacra III/1/2 (1986), S. 1280 f.
- (de) Paul Ladewig, « Salomo III », dans Allgemeine Deutsche Biographie (ADB), vol. 30, Leipzig, Duncker & Humblot, 1890, p. 227-281
- (de) Thilo Offergeld, Reges pueri. Das Königtum Minderjähriger im frühen Mittelalter, Hanovre, Hahnsche Buchh, 2001, 862 p. (ISBN 3-7752-5450-1), p. 544–547.
- Helmut Maurer, « Salomo III » dans le Dictionnaire historique de la Suisse en ligne.

## Liens
- Notices dans des dictionnaires ou encyclopédies généralistes :   - Deutsche Biographie
  - Dictionnaire historique de la Suisse
- Notices d'autorité :   - VIAF
  - ISNI
  - BnF (données)
  - IdRef
  - LCCN
  - GND
  - Pologne
  - NUKAT
  - Vatican
  - Tchéquie
  - WorldCat
- Salomo III bei genealogie-mittelalter.de
- Abt Salomo (890-919) im Stadtlexikon der Stadt Wil